# Callipogon relictus
Callipogon relictus ist eine Käferart und gehört zur Familie der Bockkäfer (Cerambycidae).

## Merkmale
Die Käfer werden 58 bis 108 Millimeter lang. Auffällig sind die großen, zangenähnlichen Mandibeln, die an jene der Hirschkäfer (Lucanidae) erinnern.

## Verbreitung
Callipogon relictus ist der einzige Vertreter seiner Gattung im Fernen Osten. Er kommt in Ostsibirien, Nordostchina sowie in Nord- und Südkorea vor.

## Lebensweise
Das Weibchen legt mehr als 20 Eier auf der Borke von Bäumen wie der Japanischen Kastanien-Eiche (Quercus acutissima), der Sibirischen Ulme (Ulmus pumila) oder Carpinus laxiflora ab.

## Belege